# Арнор Траустасон
Арнор Ингви Траустасон, Адноур Ингви Трёйстасон (исл. Arnór Ingvi Traustason; род. 30 апреля 1993, Кеблавик, Исландия) — исландский футболист, полузащитник шведского клуба «Норрчёпинг» и сборной Исландии. Участник чемпионата Европы 2016 и чемпионата мира 2018.

## Клубная карьера
Траустасон — воспитанник клуба «Кеблавик» из своего родного города. 13 сентября 2010 года в матче против «Фрама» он дебютировал в чемпионате Исландии. 25 сентября в поединке против «Вестманнаэйяра» Арнор забил свой первый гол за «Кеблавик». Летом 2012 года он на правах аренды перешёл в норвежский «Саннес Ульф». 26 августа в матче против «Согндала» Траустасон дебютировал в Типпелиге.
В начале 2014 года Арнор перешёл в шведский «Норрчёпинг». 15 мая в матче против «Фалькенберга» он дебютировал в Алсвенскан лиге. 14 июля в поединке против «Юргордена» Траустасон забил свой первый гол за «Норрчёпинг». В 2015 году он помог команде стать чемпионом и завоевать Суперкубок Швеции.
Летом 2016 года Арнор перешёл в венский «Рапид». 23 июля в матче против «Рида» он дебютировал в австрийской Бундеслиге, заменив во втором тайме Томаса Мурга. 7 августа в поединке против столичной «Аустрии» Траустасон забил свой первый гол за «Рапид». Летом 2017 года Арнор на правах аренды перешёл в греческий АЕК. 20 августа в матче против «Панетоликоса» он дебютировал в греческой Суперлиге. 26 октября в поединке Кубка Греции против «Аполлон Ларисса» Арнор забил свой первый гол за АЕК.
В начале 2018 года Траустасон перешёл в «Мальмё». 2 апреля в матче против «Эльфсборга» он дебютировал за новую команду. В этом же поединке Арнор забил свой первый гол за «Мальмё».
16 марта 2021 года Траустасон перешёл в клуб MLS «Нью-Инглэнд Революшн», подписав двухлетний контракт с опцией продления ещё на один год. В американской лиге он дебютировал 24 апреля в матче против «Ди Си Юнайтед». 21 июля в матче против «Интер Майами» он забил свои первые голы в MLS, сделав дубль. 9 августа 2022 года контракт Траустасона с «Нью-Инглэнд Революшн» был расторгнут по обоюдному согласию сторон.
10 августа 2022 года Траустасон вернулся в шведский «Норрчёпинг».

## Международная карьера
13 ноября 2015 года в товарищеском матче против сборной Польши Траустасон дебютировал в сборной Исландии. 13 января 2016 года в поединке против сборной Финляндии он забил свой первый гол за национальную команду.
Летом 2016 года Арнор попал в заявку сборной на участие в чемпионате Европы во Франции. На турнире он сыграл в матчах против команд Австрии и Англии. В поединке против австрийцев Траустасон забил гол.
В 2018 году Арнор принял участие в чемпионате мира в России. На турнире он сыграл в матче против сборной Хорватии.

### Голы за сборную Исландии
| #   | Дата           | Место                                     | Противник | Счёт | Результат | Соревнование          |
| --- | -------------- | ----------------------------------------- | --------- | ---- | --------- | --------------------- |
| 01. | 13 января 2016 | Мохаммед бин Зайед Стэдиум, Абу-Даби, ОАЭ | Финляндия | 0:1  | 0:1       | Товарищеский матч     |
| 02. | 24 марта 2016  | МСХ Арена, Хернинг, Дания                 | Дания     | 2:1  | 2:1       | Товарищеский матч     |
| 03. | 29 марта 2016  | Караискакис, Пирей, Греция                | Греция    | 2:1  | 2:3       | Товарищеский матч     |
| 04. | 22 июня 2016   | Стад де Франс, Сен-Дени, Франция          | Австрия   | 2:1  | 2:1       | Чемпионат Европы 2016 |
| 05. | 15 ноября 2016 | Национальный стадион, Аттард, Мальта      | Мальта    | 0:1  | 0:2       | Товарищеский матч     |

## Достижения
Командные
 «Норрчёпинг»
- Чемпион Швеции: 2015
- Обладатель Суперкубка Швеции: 2015

 «Нью-Инглэнд Революшн»
- Победитель регулярного чемпионата MLS: 2021